# منتخب سويسرا الأولمبي لكرة القدم
منتخب سويسرا الأولمبي لكرة القدم  هو ممثل سويسرا الرسمي في المنافسات الدولية في كرة القدم في الألعاب الأولمبية
.